# Ignaz Walter (Unternehmer)
Ignaz Walter (* 10. Juli 1936 in Augsburg; † 27. Oktober 2023 in München) war ein deutscher Unternehmer. Er war Gesellschafter und bis Juli 1996 Vorstandsvorsitzender der Walter Bau AG und übernahm hiernach den Vorsitz des Aufsichtsrates.

## Leben
Walter besuchte von 1942 bis 1950 die Schule und begann anschließend eine Ausbildung als Maurer. Von 1951 bis 1954 holte er die Hochschulreife nach und studierte danach bis 1958 Bauingenieurwesen und Architektur. Ab 1958 arbeitete er zunächst als Angestellter und gründete 1962 ein Architektur- und Ingenieurbüro.
Ignaz Walter entwickelte die Walter Bau AG im Laufe der Jahrzehnte 1970 bis 2000 zu einem weltweit tätigen Bauunternehmen, das in seiner Glanzzeit mehr als 50.000 Mitarbeiter beschäftigte. Zu herausragenden Projekten gehören die Sanierung des Olympiastadions in Berlin, der Wiederaufbau der Frauenkirche in Dresden, die ICE-Trasse Köln-Frankfurt, der Bau von U-Bahnen in Seattle, Delhi und Algier, zahlreiche Autobahnen, Großbrücken, Tunnels und Staudämme.
Neben dem Bundesverdienstkreuz am Bande, 1. Klasse und dem Bayerischen Verdienstorden wurde Walter auch für seine wissenschaftlichen Arbeiten geehrt. Von 1997 bis 2005 war er Präsident der Deutschen Bauindustrie und Mitglied in verschiedenen Aufsichts- und Verwaltungsräten.
Im Jahr 1999 kaufte Ignaz Walter den Glaspalast Augsburg. 2002 eröffnete er darin seine private Kunstsammlung im Kunstmuseum Walter und auch die Galerie Noah ließ sich in der Baulichkeit nieder.
Im Jahre 2005 musste die Walter Bau AG Insolvenz anmelden. Walter machte die Banken für die Insolvenz verantwortlich.
Statt einer nach der Insolvenzordnung vorrangig zu erfolgenden Sanierung fand eine Zerschlagung des Unternehmens durch Verkäufe aus der Insolvenzmasse und Abwerbung zahlreicher Führungskräfte durch Wettbewerbsunternehmen statt. Letzteres wurde in einem langjährigen Rechtsstreit vom Bundesarbeitsgericht viele Jahre später zwar für rechtswidrig erklärt, mangels der Bezifferbarkeit des Schadens wurde die Klage aber abgewiesen.
2008 kaufte Ignaz Walter für 8,25 Millionen Euro seine ehemalige Firmenzentrale zurück.
Seit Juli 2011 bemühte sich Walter mit einer groß angelegten Werbekampagne in der von ihm initiierten „Unternehmer-Loge“ selbständige Unternehmer zu sammeln und so eine Interessenvertretung gegen den als übermäßig und negativ angesehenen Einfluss der Banken zu schaffen.
Walter starb am 27. Oktober 2023 in München. Er war seit 1960 verheiratet und hatte zusammen mit seiner Frau drei Kinder.

## Schriften
- Industrialisiertes Bauen der Zukunft. Gesellschaft für Werbung und Vertrieb, Augsburg 1982, ISBN 3-9800241-1-3.
- Mathematik für alle leicht gemacht. 2 Bände. Weltbild, Augsburg 2007, ISBN 978-3-89897-704-3.

## Auszeichnungen
- Träger des Bayerischen Verdienstordens
- Träger des Bundesverdienstkreuzes 1. Klasse